# Bidessonotus ploterus
Bidessonotus ploterus är en skalbaggsart som beskrevs av Young 1990. Bidessonotus ploterus ingår i släktet Bidessonotus och familjen dykare. Inga underarter finns listade i Catalogue of Life.